# 5748 Davebrin
5748 Davebrin (1991 DX) là một tiểu hành tinh vành đai chính được phát hiện ngày 19 tháng 2 năm 1991 bởi Helin, E. F. ở Palomar.